# Пасьянс
Пасья́нс (фр. patience — терпіння) — гра в карти для однієї людини, мета якої полягає в розкладанні карт у заздалегідь визначену фігуру. Залежно від правил, мета може бути досягнута тією чи іншою мірою завдяки інтелектуальним зусиллям гравця та певному відсотку випадковості (залежить від роздачі). Останнє дозволяє використовувати пасьянс для ворожіння.

## Правила
Більшість пасьянсів починається з перемішання колоди карт. Мета полягає в тому, щоб за визначеними наперед правилами розташувати всі карти в порядку нумерації, часто розділяючи їх за мастю. Типово карти з більшим номером кладуться вище і чергуються за кольором. Потрібна фігура («табло»), котру потрібно викласти, спершу ніяк не позначена, або вказується «базовими картами», як правило, тузом кожної масті. Іноді в табло передбачене місце, де можна тимчасово складати карти, які не можна використати одразу. Буває, що дозволяється взяти іншу карту, якщо поточну немає змоги покласти в табло. У деяких пасьянсах двоє і більше гравців можуть змагатися між собою.

## Історія
Точне походження пасьянсу невідоме. Згідно з Оксфордським словником англійської мови, перша друкована згадка слова «пасьянс» датується 1746 роком. Однак це, ймовірно, стосується настільної гри з кульками та кілочками, що мала таку саму назву.
Карткова гра в пасьянс з'явилася наприкінці XVIII століття, можливо, в балтійському регіоні Європи, і спершу, мабуть, використовувалася для ворожіння. Популярність гри зросла разом із популярністю ворожіння на картах, зокрема картах Таро. Крім того, у скандинавських країнах ця гра була відома як «кабал» і пов'язана з модою на кабалістичну містику.
Найраніша достеменна згадка карткової гри в пасьянс датується 1801 роком у цитаті французькою мовою. Перша згадка слова «пасьянс» англійською мовою датується 1822 роком у листі від графині Гранвіль. Ще в 1874 році назви ігор «пасьянс» і «солітер» вживалися як синоніми. Популярність пасьянсів припала на кінець XIX століття, що пояснюється розбудовою міст, коли люди стали більше часу проводити наодинці через розподіл праці між членами родин. Виникли різні варіанти розкладів карт, звідки і їхні назви: «Годинник», «Квітник», «Оселедець», «Павук» тощо. Деякі пасьянси отримали назву від популярних персонажів свого часу, наприклад, «Мілліган» або «Місис Моп».
Поява персонального комп'ютера наприкінці XX століття дала пасьянсам нове дихання. Багато традиційних ігор стали доступні в пакетах програмного забезпечення, і були розроблені нові, здебільшого незначні варіації давно відомих пасьянсів.